# Rajella
Rajella ist eine Gattung kleiner Rochen aus der Familie der Echten Rochen (Rajidae).

## Merkmale
Rajella-Arten haben einen rhombischen bis herzförmigen Körper und erreichen eine Maximallänge von 90 cm. Die äußeren Ecken bzw. Enden der Brustflossen sind spitz oder abgerundet. Die Schnauze ist kurz bis mittellang und leicht zugespitzt oder abgerundet. Die Bauchflossen sind zweilappig, wobei die vorderen Loben deutlich kürzer sind als die hinteren. Die Rückenseite ist dicht mit Dentikeln und Dornen besetzt. In der Regel ist der Rand der Augen halbkreisförmig bedornt, ein dreieckiges Dornenfeld befindet sich in der Schulterregion und eine bis mehrere Dornenreihen verlaufen von den Schultern bis zur ersten Rückenflosse, wobei die Dornen der Mittelreihe oft größer sind als die der äußeren Reihe. Zwischen den beiden Rückenflossen befinden sich ein oder mehrere Dornen. Kleine Jungfische sind unbedornt. Rajella-Arten haben 55 bis 73 Wirbel im Rumpf und im körpernahen Schwanzabschnitt vor der ersten Rückenflosse. Sie sind auf der Rückenseite einfarbig hellgrau, bräunlich oder schwarzbraun gefärbt, die Bauchseite ist weißlich bis fast schwarz.

## Arten

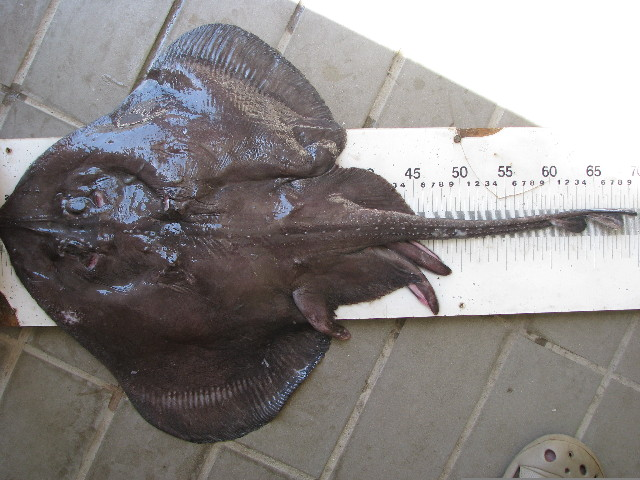
Rajella barnardi

Zur Gattung Rajella gehören 18 Arten:
- Rajella annandalei (Weber, 1913)
- Rajella barnardi (Norman, 1935)
- Tiefwasserrochen (Rajella bathyphila (Holt & Byrne, 1908))
- Bigelows Rochen (Rajella bigelowi (Stehmann, 1978))
- Rajella caudaspinosa (Von Bonde & Swart, 1923)
- Rajella challengeri Last & Stehmann, 2008
- Geister-Tiefwasserrochen (Rajella dissimilis (Hulley, 1970))
- Rajella eisenhardti Long & McCosker, 1999
- Rajella fuliginea (Bigelow & Schroeder, 1954)
- Fyllarochen (Rajella fyllae (Lütken, 1887))
- Kukujevs Rochen (Rajella kukujevi (Dolganov, 1985))
- Rajella leopardus (Von Bonde & Swart, 1923)
- Weißrochen (Rajella lintea (Fries, 1838))
- Rajella nigerrima (de Buen, 1960)
- Rajella paucispinosa Weigmann et al., 2014
- Rajella purpuriventralis (Bigelow & Schroeder, 1962)
- Rajella ravidula (Hulley, 1970)
- Rajella sadowskii (Krefft & Stehmann, 1974)